# Loney dear
Loney, dear är pseudonymen för den svenske artisten och kompositören Nils-Emil Svanängen, född 26 mars 1979 i Ljungarums församling, Jönköpings län.

## Biografi
Sina fyra första studioalbum släppte han på egen hand. Under 2007 återutgav Sub Pop hans album Loney, Noir och 2009 släpptes hans första nyproducerade album på ett stort skivbolag, Dear John. Under 2009 turnerade Svanängen med Andrew Bird.

## Diskografi
- 2003 – The Year of River Fontana (självutgivet)
- 2004 – Citadel Band (självutgivet)
- 2005 – Loney, Noir (självutgivet)
- 2006 – Sologne (självutgivet)
- 2007 – Loney, Noir (återutgivning, Sub Pop)
- 2009 – Dear John (Polyvinyl)
- 2011 – Hall Music
- 2017 – Loney dear (självbetitlat album) Real World Records
- 2021 – A Lantern and a Bell Real World Records
- 2022 – Atlantis Real World Records

## Samarbeten
Konsert med Svenska Kammarorkestern november 2019 Sändes som premiäravsnitt av P2 Klassiska Konserten 2020 
Helen Sjöholm sjunger Hulls med Loney dear i samarbetet på albumet Atlantis (2022)
Producent och musiker på Veronica Maggios ”Vi kommer alltid ha Paris” från albumet Satan i gatan. Annan medverkan är bland annat som musiker] på Andrew Birds album Noble Beast och som sångare på Fire! Orchestras album "Exit!".
Svanängen medverkar också på Tomas Andersson Wijs skiva Sorgsna sånger gör mig glad (2024) där han gästar på en nytolkning av Ingmar Johánssons "Alltid på väg".